# صفیری
صفیری (به انگلیسی: Sibilant) شیوهٔ تولید همخوان‌های سایشی و اِنسایشی است که به‌وسیلهٔ هدایت هوا توسط زبان به سمت لبهٔ تیزِ دندان‌ها، که نزدیک یکدیگر قرار دارند، تولید می‌شود؛ همخوان‌های اینچنینی صفیری یا تیز نامیده می‌شوند. همخوان‌های صفیری در ابتدای واژه‌های انگلیسیِ sip, zip, ship, chip, و jeep، و همخوان دوم در واژهٔ vision وجود دارند. نشانه‌های آوانگاری بین‌المللی برای همخوان‌های صفیری در این واژه‌ها [tʃ]، [ʃ]، [z]، [s]، [dʒ]، [ʒ] هستند. همخوان‌های صفیری دارای ویژگی سخت هستند که در کاربرد غیرزبانی برای جلب توجه کسی به کار می‌روند؛ مانند استفاده از «پیسسس» یا «هیس».